# Ostpreußische Südbahn

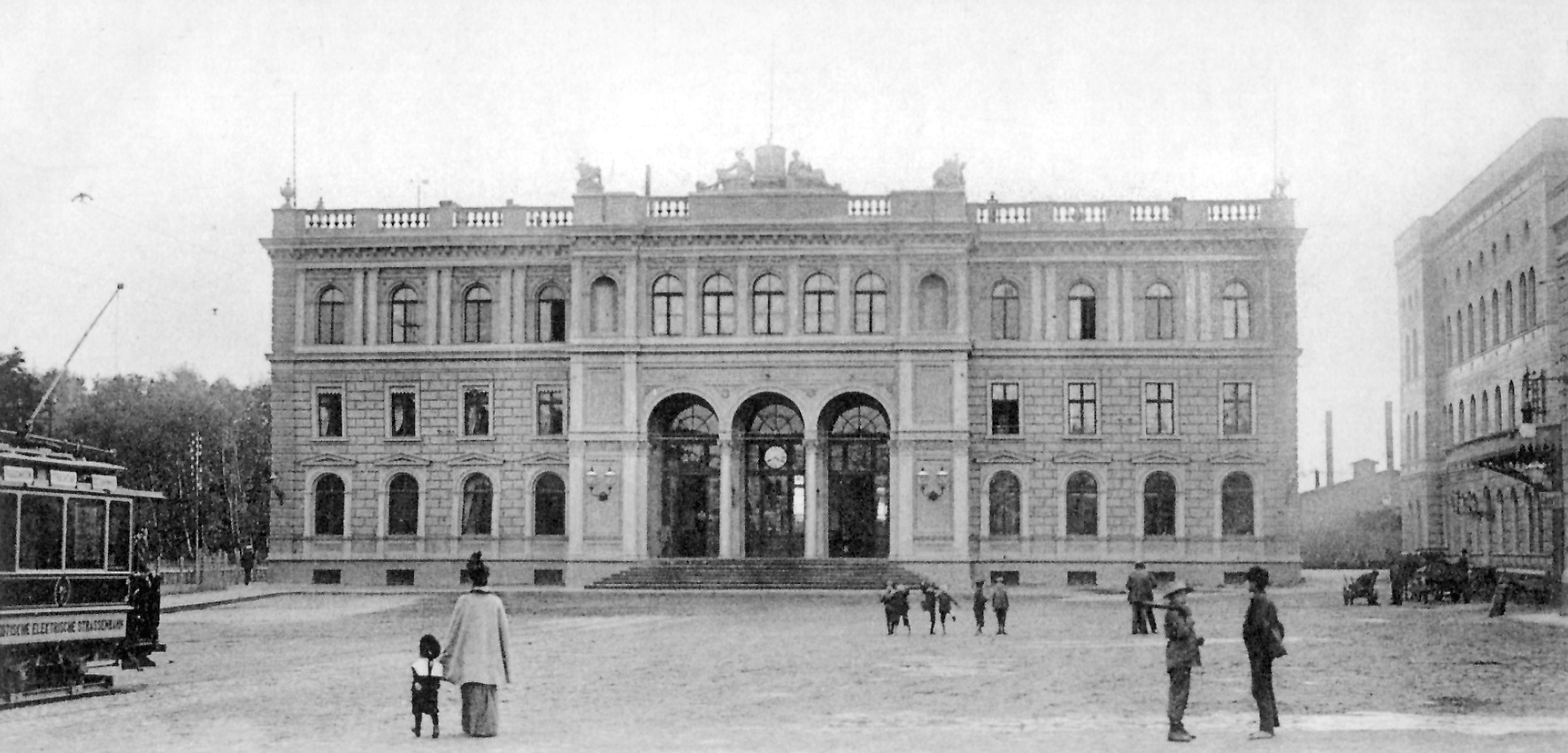
Südbahnhof Königsberg

Die Ostpreußische Südbahn war eine Eisenbahngesellschaft in Ostpreußen.  

## Siehe auch

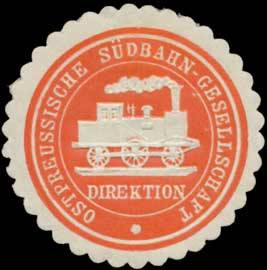
Siegelmarke

## Geschichte
Die Gesellschaft wurde am 10. Oktober 1863 von meist englischen Kapitalgebern gegründet. Ihre erste Strecke wurde am 11. September 1865 vom Licent-Bahnhof der Provinzhauptstadt Königsberg in westlicher Richtung zum 46 km entfernten Seehafen Pillau an der Frischen Nehrung eröffnet.
In der Zwischenstation Fischhausen zweigte seit dem 16. September 1884 noch eine 18 km lange Nebenbahn nach Palmnicken an der Bernsteinküste des Samlands ab. Diese wurde am 4. Oktober 1936 bis Groß Dirschkeim verlängert.
Hauptziel der Gesellschaft war es, eine 195 km lange Verbindung von Königsberg über Lyck zur damaligen preußisch-russischen Grenze bei Prostken herzustellen. Der erste Abschnitt wurde am 24. September 1866 vom Königsberger Südbahnhof bis Bartenstein in Betrieb genommen. Weitere Teilstrecken folgten am 1. November 1867 bis Rastenburg und am 8. Dezember 1868 bis Lyck. Schließlich war am 1. November 1871 die Grenzstation Prostken-Saltzwedell erreicht, wo am 15. September 1873 der Anschluss an die russische Südwestbahn hergestellt wurde.
Zwischen Prostken und Grajewo lagen je ein Gleis in Normalspur und in russischer Breitspur nebeneinander, so dass die Züge stets über die Grenze ins Nachbarland weiterfahren konnten. Damit „trat sie in die Reihe der großen Pulsadern des Weltverkehrs“ (von Mayer). Das gesamte Streckennetz der Ostpreußischen Südbahn erstreckte sich auf 260 km Länge. Auf heute polnischem, belarussischem und ukrainischem Gebiet fand die Strecke ihre Fortsetzung über Białystok und den Bahnhof Brest Zentralny bis Odessa.
Vorsitzender des Verwaltungsrats war Graf Lehndorff. Ab dem 1. Juli 1903 war die Südbahn Teil der Preußischen Staatsbahn. Nach 1920 unterstand sie der Reichsbahndirektion Königsberg. Im Zuge des Überfalls auf Polen gehörte ab 1941 auch die Strecke bis Bialystok zur Reichsbahndirektion Königsberg. Aufgrund von Partisanentätigkeit ereigneten sich dort schwere Unfälle. Ab Juli 1944 lag dieser Abschnitt im Hauptkampfgebiet der Roten Armee.